# 말고개
말고개는 철원군 근남면과 화천군을 잇는 국도 제5호선의 고개이다. 민간인 통제지역이지만 낮시간에는 신분증을 제시하여 도중에 내리거나 이탈하지 않는 조건으로 통행이 허가된다.

## 같이 보기
- 한국의 고개